# Банцков
Банцков (нім. Banzkow) — громада в Німеччині, розташована в землі Мекленбург-Передня Померанія. Входить до складу району Людвігслуст-Пархім. Складова частина об'єднання громад Кріфіц.
Площа — 52,28 км2. Населення становить 2795 ос. (станом на 31 грудня 2020).